# Босси, Жозеф
Жозе́ф Босси (фр. Joseph Bossi) или Джузе́ппе Босси (итал. Giuseppe Bossi 27 августа 1911 — дата смерти неизвестна) — швейцарский футболист, играл на позиции нападающего. Участник чемпионата мира 1934 года.

## Биография

### Клубная карьера
Босси начинал карьеру в клубе «Лозанна», за которую играл один сезон. В 1933 году перешёл в «Берн», за который отыграл два сезона. Босси в течение одного сезона играл за «Янг Феллоуз Цюрих» и в 1936 году выиграл Кубок Швейцарии.
Затем в течение некоторого времени играл во Франции за «Шарантон». После возвращения на родину играл за «Нордштерн» из Базеля и «Ла-Шо-де-Фон». В 1940 году перешёл в «Базель», в составе которого играл три сезона. Всего за «красно-синих» во всех турнирах сыграл 39 матчей и забил 6 голов.

### Карьера в сборной
Дебютировал за сборную Швейцарии 3 декабря 1933 года в матче со сборной Италии — Швейцария проиграла со счётом 2:5, а Босси забил гол.
Вошёл в состав сборной на чемпионат мира 1934 года, где сыграл в матче со сборной Нидерландов, в котором Швейцария одержала победу со счётом 3:2. Всего за сборную Швейцарии сыграл 4 матча и забил 2 гола.

## Достижения
«Янг Феллоуз Цюрих»
- Обладатель Кубка Швейцарии (1): 1935/36